# Колібрі велетенський
Колібрі велетенський (Patagona gigas) — вид серпокрильцеподібних птахів родини колібрієвих (Trochilidae). Мешкає в Андах. Це єдиний представник монотипового роду Велетенський колібрі (Patagona). Генетичні дослідження показали, що цей рід належить до окремої клади Patagonini. Імовірно, предки велетенського колібрі намагалися розвиватися в напрямку гігантизму, однак їм не вдалося диверсифікуватися, через що наразі ця клада представлена лише одним видом. За результатами низки молекулярно-філогенетичних досліджень рід Patagona був виділений у окрему підродину Patagoninae.

## Опис

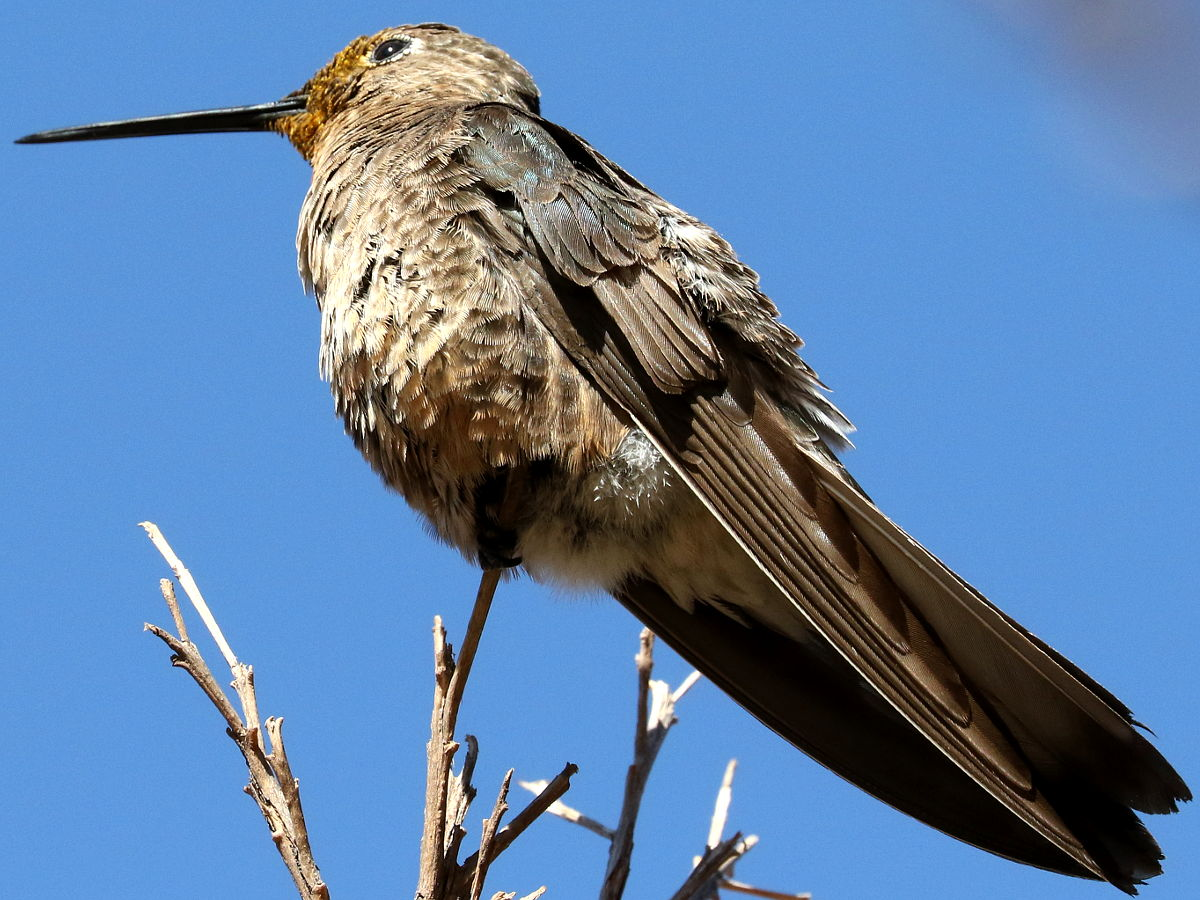
Велетенський колібрі (Куско, Перу)

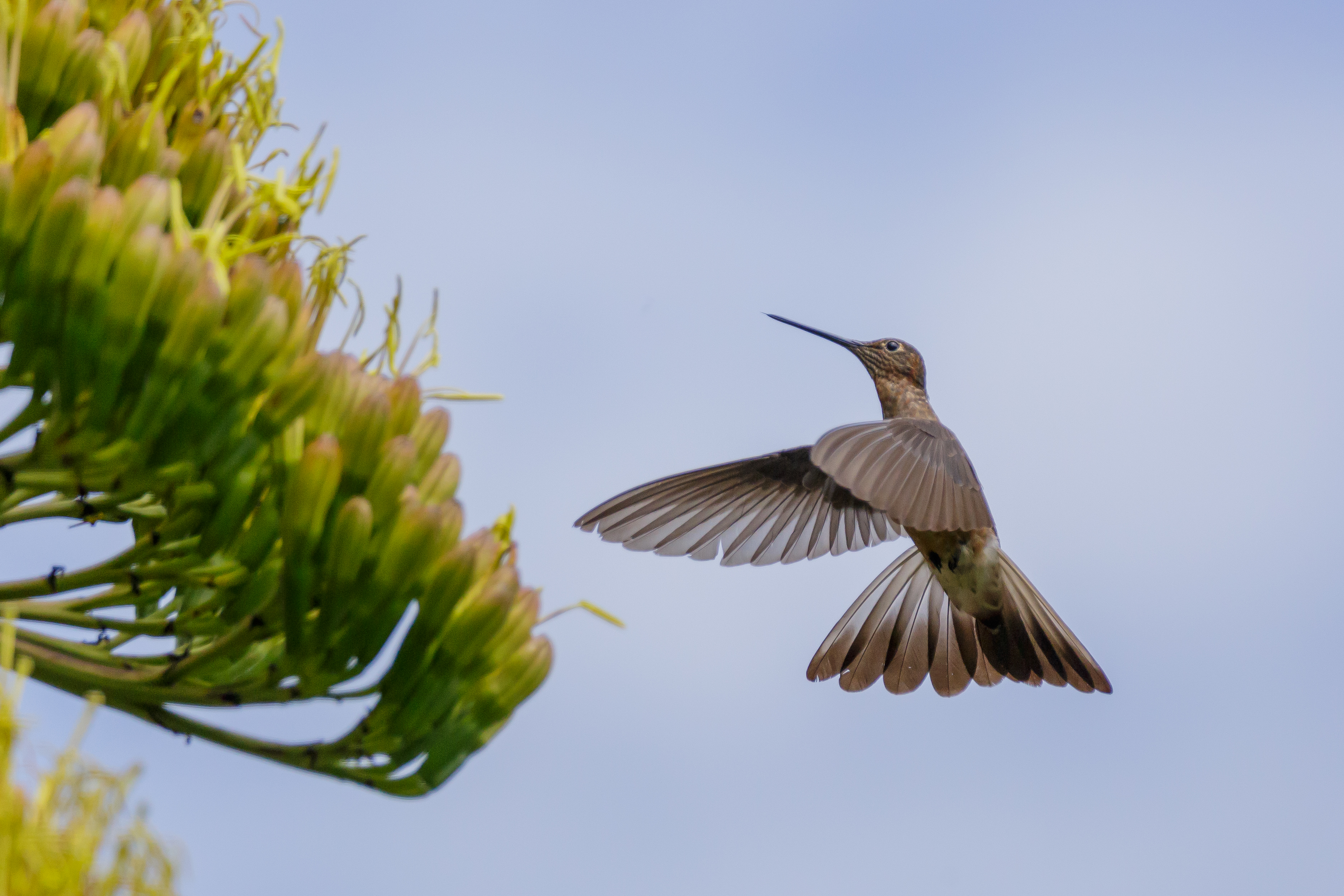
Велетенський колібрі (Перу)

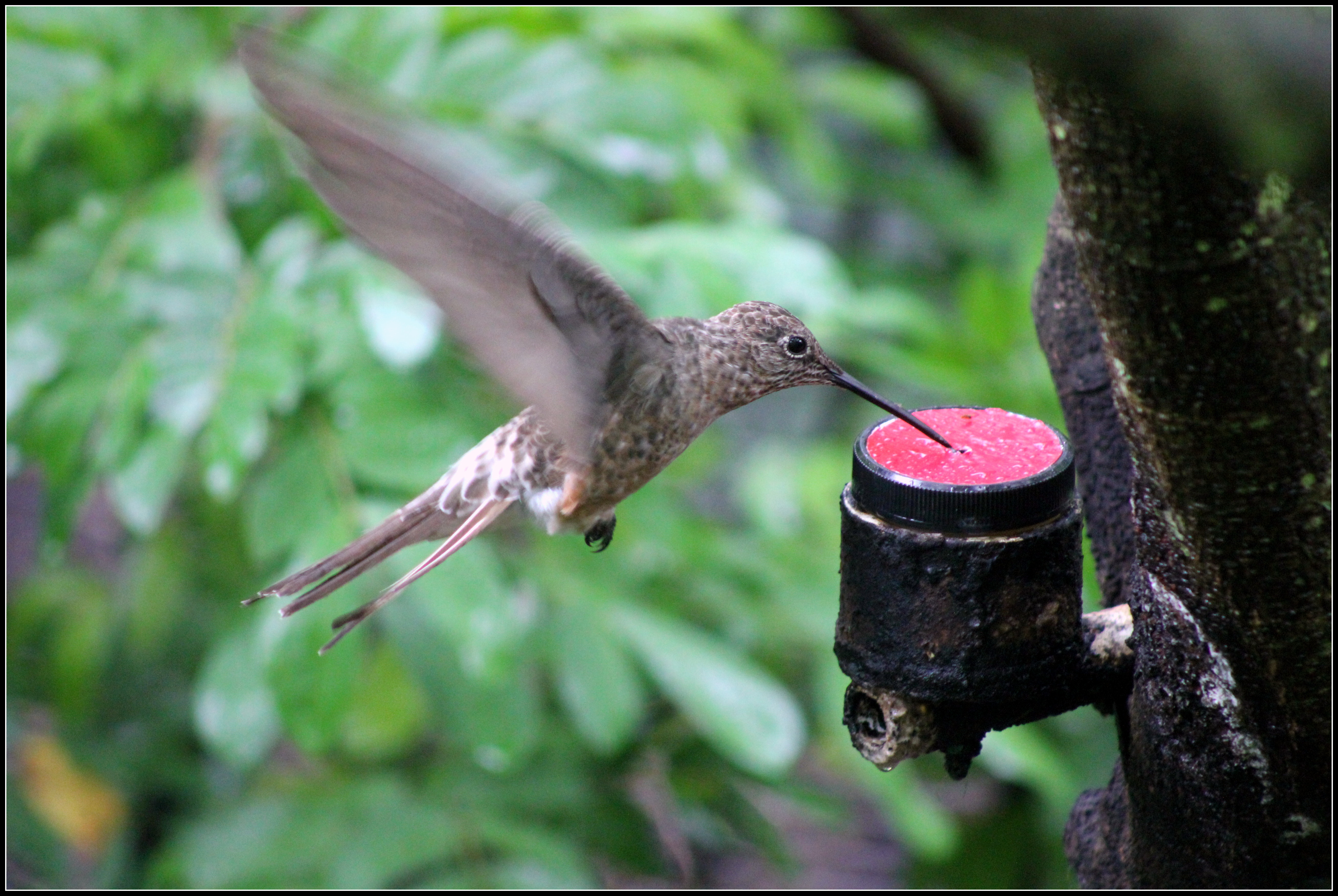
Велетенський колібрі

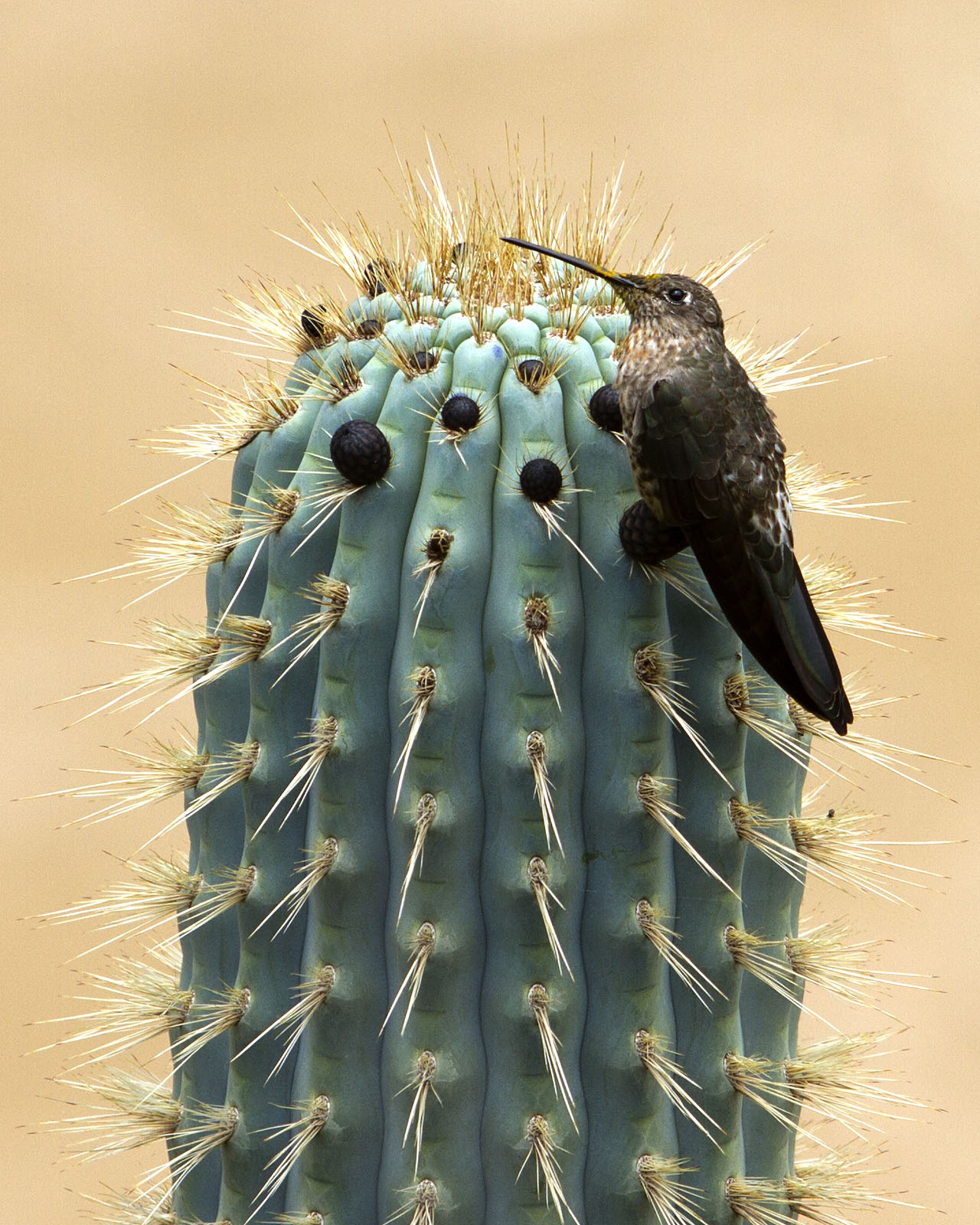
Велетенський колібрі на кактусі (Перу)

Велетенський колібрі є найбільшим представником родини колібрієвих, його довжина становить 20-23 см, розмах крил 21,5 см, а вага 8-24 г. Він має довгий, прямий дзьоб, дуже довгі крила (їх довжина становить 14 см, в згорнутому стані їх кінчики досянають кінчика хвоста) і відносно довгий, дещо роздвоєний хвіст. Лапи покриті пір'ям до пальців, ступні великі, міцні, навколо очей світлі кільця. Велетенський колібрі має тьмяне забарвлення, порівняно з іншими колібрі. У представників номінативного підвиду верхня частина тіла зеленувато-коричнева, надхвістя білувате, нижні покривні пера хвоста білі, крила коричневі, нижня частина тіла рудувато-коричнева. У представників підвиду P. g. peruviana забарвлення більш охристе, на підборідді і горлі у них біла пляма. Виду не притаманний статевий диморфізм. У молодих птахів збоку на верхній частині дзьоба є невеликі рифлені виступи.
Через свої великі розміри велетенські колібрі машуть крилами значно повільніше, ніж інші колібрієві (10-15 раз в секунду) і своїм польотом нагадуть кажанів. Довгі крила дозволяють велетенським колібрі ширяти, що недоступно для інших представників родини. Голос велетенського колібрі — характерний гучний, різкий, свистячий "чіп".

## Підвиди
Виділяють два підвиди:
- P. g. peruviana Boucard, 1893 — Анди на південному заході Колумбії (Нариньйо), в Еквадорі, Перу, Болівії, північному Чилі (Аріка, Тарапака) і північно-західній Аргентині (на південь до північної Катамарки і Тукумана);
- P. g. gigas (Vieillot, 1824) — центральне Чилі (від Атаками до Консепсьйона і Вальдівії, іноді до Айсена) і захід центральної Аргентини (на південь до Мендоси). Південні популяції взимку мігрують до північно-західної Аргентини.

## Поширення і екологія
Велетенські колібрі мешкають в Колумбії, Еквадорі, Перу, Болівії, Чилі і Аргентині. Вони живуть у високогірних чагарникових заростях та на високогірних луках пуна, трапляються в садах і поблизу людських поселень. Зустрічаються на висоті до 4600 м над рівнем моря. Взимку частина популяцій мігрує в долини або на північ.

## Поведінка
Велетенські колібрі живляться переважно нектаром квітів, зокрема з роду Пуйя (Puya), а також кактусів Oreocereus celsianus, Echinopsis atacamensis і шавлії Salvia haenkei. Вони можуть зависати над квітками, як і інші колібрі, однак частіше сідають на рослину і живляться, сидячи на квітці. Велетенські колібрі є важливими запилювачами деяких видів рослин, зокрема, Puya chilensis. Ці птахи, як і інші колібрієві, вимагають багато енергії для підтримання свого метаболізму (приблизно 4,3 калорії в годину), яку вони забезпечують, живлячись нектаром якнайбільшої кількості рослин. Поряд з недостачею кисню в горах, а також з розрідженим повітрям, що створює невелику підіймальну силу, це означає, що велетенські колібрі, імовірно, мають розміри, близькі до максимально можливих для колібрі.
Дієта на основі нектару містить мало білків і різноманітних мінералів, тому велетенські колібрі час від часу живляться комахами. Крім того, самиці гіганського колібрі після сезону розмноження ковтають пісок, ґрунт або золу, щоб відновити кальцій, втрачений під час відкладання яєць.
Як і у інших представників родини, самці велетенського колібрі не беруть участі у вирощуванні потомства. Самиці будують гніздо і відкладають 2 яйця. Гніздо відносно невелике, чашоподібне, розміщується на гілці дерева або чагарника, часто поблизу води. Велетенські колібрієві захищають свою територію і нападають на колібрі-порушників.